# 위검은여
위검은여는 경기도 화성시 서신면 백미리 산140번지에 위치한 무인도로, 면적은 1,828m2이다.

## 지리
섬은 지속적인 침식 작용으로 인하여, 높이 2m 이하의 암반으로만 남아 있다. 섬을 구성하는 암석은 주로 엠피볼라이트이다. 식물과 해조류는 확인되지 않았으며, 무척추동물의 경우 갯고둥·총알고둥·굴·고랑따개비·사각게가 우점종이다.